# Charles-François de Ladoucette
Pour les articles homonymes, voir Ladoucette.
Charles-François, ou Jean-Charles, baron de Ladoucette, né Jean-Charles-François Ladoucette à Nancy le 4 octobre 1772 et mort à Paris le 19 mars 1848, est un préfet et député français, connu aussi comme écrivain.

## Biographie
Ladoucette étudie le droit à Nancy, jusqu'en 1790, puis s'engage dans la Garde nationale. Il devient, en l'an IX, conseiller municipal de Villers-sur-Meuse. En 1802, il est nommé préfet des Hautes-Alpes, poste qu'il occupe jusqu'en 1809. Cette même année, il est fait baron d'Empire (la famille devint Chevalier sous Louis XV) et nommé préfet de la Roer, où il officie jusqu'en 1814. Pendant les Cent-Jours, il devient préfet de la Moselle, et garda la ville de Metz contre les coalisés. Il reçut le titre de Comte d'Orly pour sa fidélité à Napoléon qu'il ne fit pas reconnaître lors de la restauration.
En tant que préfet des Hautes-Alpes, il a notamment, avec l'aide de Farnaud, son secrétaire général, financé la création de la route du Mont-Genèvre (avançant même 25 000 francs de sa fortune personnelle pour accélérer ces travaux), développé l'agriculture et fait reboiser le territoire. Il a, fondé dès 1802, la Société d'émulation des Hautes-Alpes (devenue la Société d'études des Hautes-Alpes) et le musée de Gap. Il a dirigé un ouvrage, Histoire des Hautes-Alpes, très détaillé et dans lequel sont, entre autres informations, décrits des exemples du parler haut-alpin. Il a aussi encouragé plusieurs fouilles archéologiques et certains objets trouvés sur le site de La Bâtie-Monsaléon ont été offerts par lui à l'impératrice Joséphine (première épouse de l’empereur Napoléon Ier, de 1796 à 1809), qu'il courtisait ; malheureusement, nombre de ces objets offerts ont aujourd'hui disparu.
Entre 1834 et le 24 février 1848, il est député de Briey (alors en Moselle).

## Postérité
Une statue réalisée par le sculpteur Jean Marcellin est élevée à sa mémoire à Gap.
Le septième baron de Ladoucette, chef actuel de la famille, est Philippe (né le 15 mars 1948), fils de Charles de Ladoucette et de son épouse Thérèse (née Gendebien), connue en tant que chanteuse sous le pseudonyme de Léo Marjane.

## Œuvres
- Rose et Noir, une nouvelle très-ancienne et une chinoise, in-12°, 1801.
- Philoclès, imitation de l’Agathon de Wieland, 2 vol. in-8°, Paris, 1802.
- Archéologie de Mons-Seleucus, ville romaine dans les pays des Voconces..., Gap, 1806.
- Voyage fait en 1813 et 1814 dans les pays entre la Meuse et le Rhin, Paris, 1818.
- Histoire, antiquités, usages, dialectes des Hautes-Alpes..., Paris, 1820.
- Nouvelles, contes, apologues et mélanges, 3 volumes in-12°, 1822
- Le Troubadour, ou Guillaume et Marguerite, in-12°, 1824
- Fables en vers, Paris, 1827.
- Robert et Léontine, histoire du XVIe siècle, 3 vol. in-12°, 1827
- « Les Hautes-Alpes » dans La France littéraire, 4e livraison, avril 1832, p. 3-15.